# Mohammad Jatamí
Sayid Mohamed Jatamí (en persa: سید محمد خاتمی‎) (nacido el 29 de septiembre de 1943) es un ulema duodecimano, intelectual, filósofo y político iraní. Fue el quinto presidente de Irán entre el 2 de agosto de 1997 y el 2 de agosto de 2005 y es uno de los referentes principales del movimiento reformista iraní.
Fue elegido para este cargo el 23 de mayo de 1997, reelecto en 2001, y abandonó el gobierno el 2005 cuando Mahmud Ahmadineyad fue elegido nuevo presidente en las elecciones del 24 de junio de ese mismo año. En las votaciones, recibió en particular el apoyo de mujeres y personas jóvenes dado que durante su campaña electoral prometió mejorar la situación de las mujeres y tener en cuenta las demandas de las generaciones jóvenes de Irán. 
Además de su idioma nativo, el persa, también habla árabe, inglés y alemán.

## Biografía
Jatamí obtuvo una licenciatura en Filosofía occidental en la Universidad de Isfahán, pero interrumpió sus estudios mientras obtenía una maestría en Ciencias de la Educación en la Universidad de Teherán para dirigirse a Qom y ahí completar sus estudios anteriores de Ciencias Islámicas. Tras siete años completó los cursos hasta el más alto nivel, el de Iŷtihad. Tiempo después, viajó a Alemania para dirigir el Centro Islámico de Hamburgo, cargo que ocupó hasta la Revolución islámica de 1979.
Antes de asumir el cargo de presidente, Jatamí fue miembro de la Asamblea Consultiva Islámica de 1980 a 1982; supervisor del Instituto Keyhán; ministro de Cultura (de 1982 a 1986, y por un segundo período de 1989 hasta el 24 de mayo de 1992, fecha en que renunció); director de la Biblioteca Nacional de Irán de 1992 a 1997 y miembro del Concejo Supremo de la Revolución Cultural. Adicionalmente es miembro y presidente del consejo central de la Asamblea de Clérigos Combatientes.

### Presidencia
Jatamí es considerado el primer presidente reformista de Irán, porque el eje de su campaña era el imperio de la ley, la «democracia religiosa» y la inclusión de todas las tendencias iraníes en el proceso de toma de decisiones políticas. Sin embargo, sus políticas reformistas provocaron varias disputas con los sectores conservadores y de línea dura del gobierno iraní, quienes controlaban poderosas organizaciones gubernamentales. Jatamí perdió muchas de esas disputas.
Como presidente, de acuerdo con la Constitución de Irán, Jatamí estaba subordinado al Líder Supremo Seyyed Alí Jameneí, y no tenía autoridad legal sobre muchas instituciones estatales clave tales como las fuerzas armadas, la radio y televisión estatal, entre otros.
También, Jatamí presentó al Parlamento las llamadas «declaraciones gemelas» durante su administración. Esos dos documentos legislativos pudieron haber producido pequeños pero importantes cambios a las leyes de elección nacional de Irán, y además presentaban una clara definición del poder del Presidente para prevenir violaciones a la Constitución por parte de las instituciones estatales. Jatamí describió personalmente las «declaraciones» como la clave para el avance de las reformas en Irán. Las declaraciones fueron aprobadas por el Parlamento pero fueron después vetadas por el Consejo Guardián iraní.

#### Políticas económicas
Las políticas económicas de Jatamí continuaron con el esfuerzo del gobierno anterior por industrializar el país. En el plano macroeconómico, su gobierno continuó con las políticas liberales de Akbar Hashemí Rafsanyaní. Por ese motivo muchos críticos de su gobierno lo acusan de haber sido negligente con la economía para enfocarse en la política.
El 10 de abril de 2005, Jatamí mencionó el desarrollo económico, las operaciones a gran escala del sector privado en la economía iraní, y el crecimiento económico en un 6% entre los logros de su gobierno.

#### Política exterior
Durante la presidencia de Jatamí, la política exterior de Irán cambió de confrontadora a conciliadora. Rechazaba el supuesto choque de civilizaciones y promovió el Diálogo entre civilizaciones. En consecuencia, las relaciones internacionales de Irán mejoraron, excepto con los Estados Unidos, por suspicacias y desconfianza mutua.
Entre las figuras con las cuales Jatamí se ha reunido, constan el papa Juan Pablo II, Koichirō Matsuura, Jacques Chirac, Johannes Rau, Vladímir Putin, Abdelaziz Bouteflika y Hugo Chávez.
Tras el terremoto en Bam, en el 2003, el gobierno iraní rechazó la oferta de ayuda de Israel. El 8 de abril de 2005, durante el funeral de Juan Pablo II, Jatamí se sentó junto al presidente de Israel Moshé Katsav debido al orden alfabético. Tiempo después, Katsav aseguró que entre ellos se dieron la mano y conversaron. Este hecho pudo haber sido el primer contacto entre Irán e Israel desde que sus lazos diplomáticos se cortaron en 1979. Sin embargo, cuando regresó a Irán, Jatamí fue duramente criticado por los conservadores por haber "reconocido" a Israel al hablar con su presidente. En consecuencia, los medios estatales reportaron que Jatamí negaba vehementemente las declaraciones del presidente de Israel.

### Tras la presidencia
- El 2 de septiembre de 2005, el secretario general de las Naciones Unidas, Kofi Annan, designa a Jatamí como miembro de Alianza de Civilizaciones
- El 28 de septiembre de 2005 Jatamí se retira, tras 29 años de servicio en el gobierno.
- El 14 de noviembre de 2005 urge a todos los líderes religiosos luchar por la abolición de las armas químicas y biológicas.
- El 30 de enero de 2006 inaugura el "Centro Internacional de Diálogo entre Civilizaciones".
- El 28 de febrero de 2006, en una conferencia de Alianza de Civilizaciones en Doha, Catar, declara que "El holocausto es un hecho histórico". Y agrega que Israel ha hecho "un mal uso de este hecho histórico con la persecución del pueblo palestino".
- El 7 de septiembre de 2006, durante una visita a Washington, llama a un diálogo entre Estados Unidos e Irán.[5]

## Diálogo entre civilizaciones
Muhammad Jatamí presentó la teoría del Diálogo entre civilizaciones como respuesta a la teoría del Choque de civilizaciones de Huntington. Después de presentar el concepto de su teoría a varias organizaciones internacionales (entre ellas Naciones Unidas) la teoría ganó apoyo internacional. Como defensor de la moralización de la política, Jatamí declaró que "la traducción del diálogo entre civilizaciones a la política consistiría en argumentar que la cultura, moral y arte deben prevalecer en la política".

## Citas
“Las relaciones entre chicos y chicas son un problema de nuestra sociedad, predominantemente joven. Prefieren casarse más tarde en la vida y el período entre la madurez y el matrimonio es muy sensible. Para resolver este problema necesitamos investigar en el campo de las leyes seculares, el bienestar social, la educación e, incluso, la política. Este problema no puede resolverse meramente con leyes. Debemos tener ayuda de nuestros pensadores religiosos y sociales y adaptar la mejor solución posible.” Fuente: Una aproximación al Presidente Jatami y sus puntos de vista, Embajada de la República Islámica de Irán, Madrid 1998.

## Reconocimientos
- Medalla de oro de la Universidad de Atenas
- Medalla especial del Congreso de los Diputados de España; llave de Madrid
- Doctorado honorario de la Moscow University of International Relations.
- Doctorado honorario de la Universidad Estatal de Moscú
- Doctorado honorario del Tokyo Institute of Technology
- Doctorado honorario de la Universidad de Delhi
- Doctorado honorario de la Academia de Ciencias de Azerbaiyán
- Doctorado honorario en Ciencias Políticas de la Universidad de Líbano
- Medalla y placa de honor de la International Federation for Parent Education
- Doctorado honorario de la Nilein University de Sudán
- Doctorado honorario de la University of St Andrews
- Orden del Libertador Primera Clase